# Liste der Monuments historiques in Gercourt-et-Drillancourt
Die Liste der Monuments historiques in Gercourt-et-Drillancourt führt die Monuments historiques in der französischen Gemeinde Gercourt-et-Drillancourt auf.

## Liste der Objekte
| Bezeichnung                | Beschreibung                                         | Standort                                             | Kennzeichnung | Schutzstatus | Datum | Bild |
| -------------------------- | ---------------------------------------------------- | ---------------------------------------------------- | ------------- | ------------ | ----- | ---- |
| Prozessionsfahne Herz Jesu | Stoff und Seide, bestickt, Ende des 19. Jahrhunderts | Gercourt, in der Kirche Nativité-de-la-Vierge (Lage) | PM55001873    | Classé       | 2004  |      |